# Tony Rich
Tony Rich, cantante y compositor de R&B y neo soul nacido en Estados Unidos. Su primer contacto con la música fue al pasar a ser uno de los composictores de la discográfica LaFace Records, donde creó éxitos para Toni Braxton, Boyz II Men, TLC y Johnny Gill. Debutó en 1995 con el álbum "Words", escribiendo, produciendo e interpretando todos los temas del disco. Dos temas de su debut fueron nomimandos a los Grammy: "Like a woman" y "Nobody knows". Desde entonces ha continuado una carrera fluida con pequeños hits como "Leavin'" (1997), "Red wine" (2003) y "Barbershop" (2003).

## Discografía
| Año  | Título      | Discográfica |
| ---- | ----------- | ------------ |
| 1995 | Words       | LaFace       |
| 1998 | Birdseye    | LaFace       |
| 2003 | Resurrected | Compendia    |
| 2006 | Pictures    | I.M.         |
| 2008 | Exist       | Hiddenbeach  |

- Datos: Q7823265